# Paard van Sinterklaas (paard)

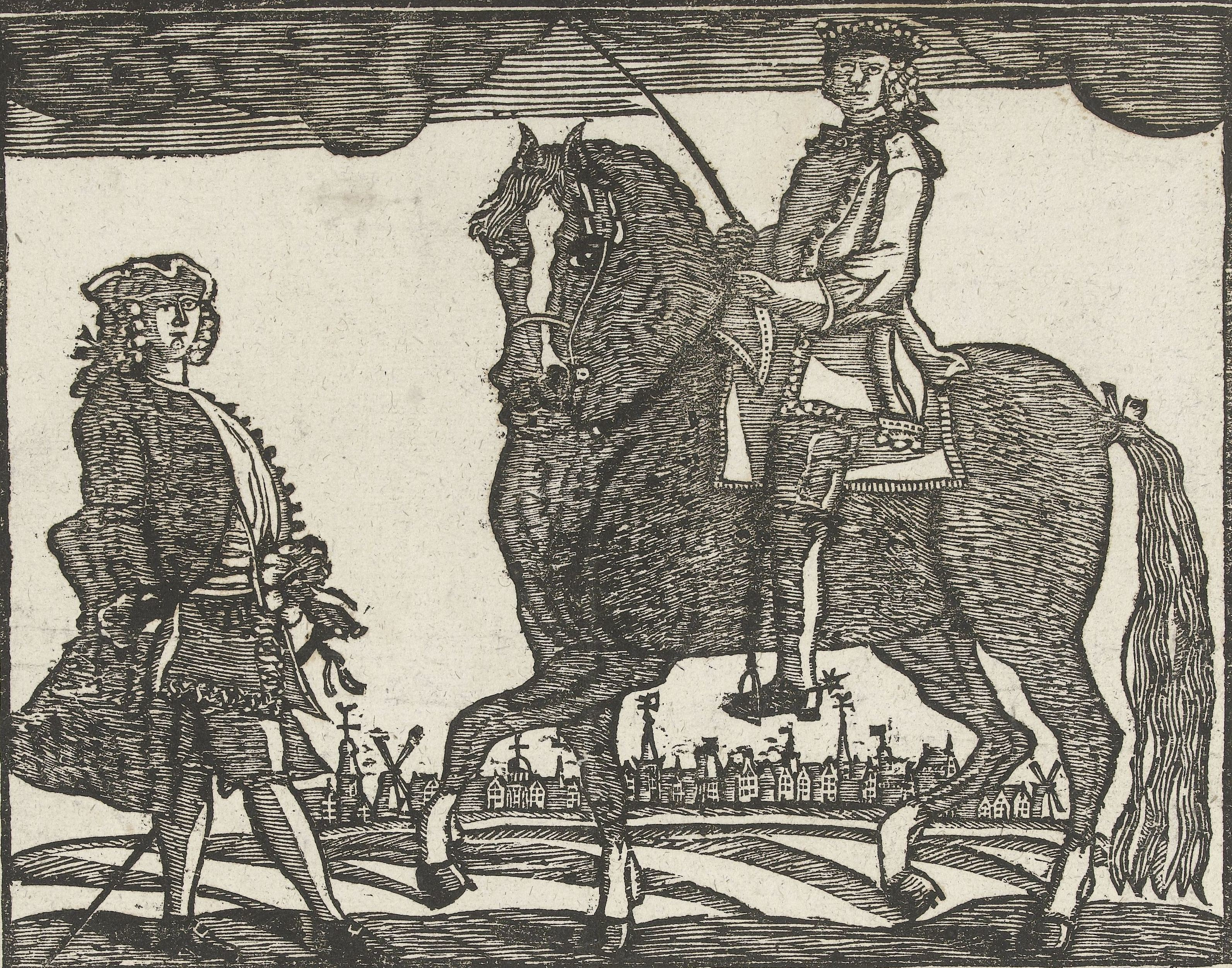
Een afbeelding van het paard van Sinterklaas vóór 1850

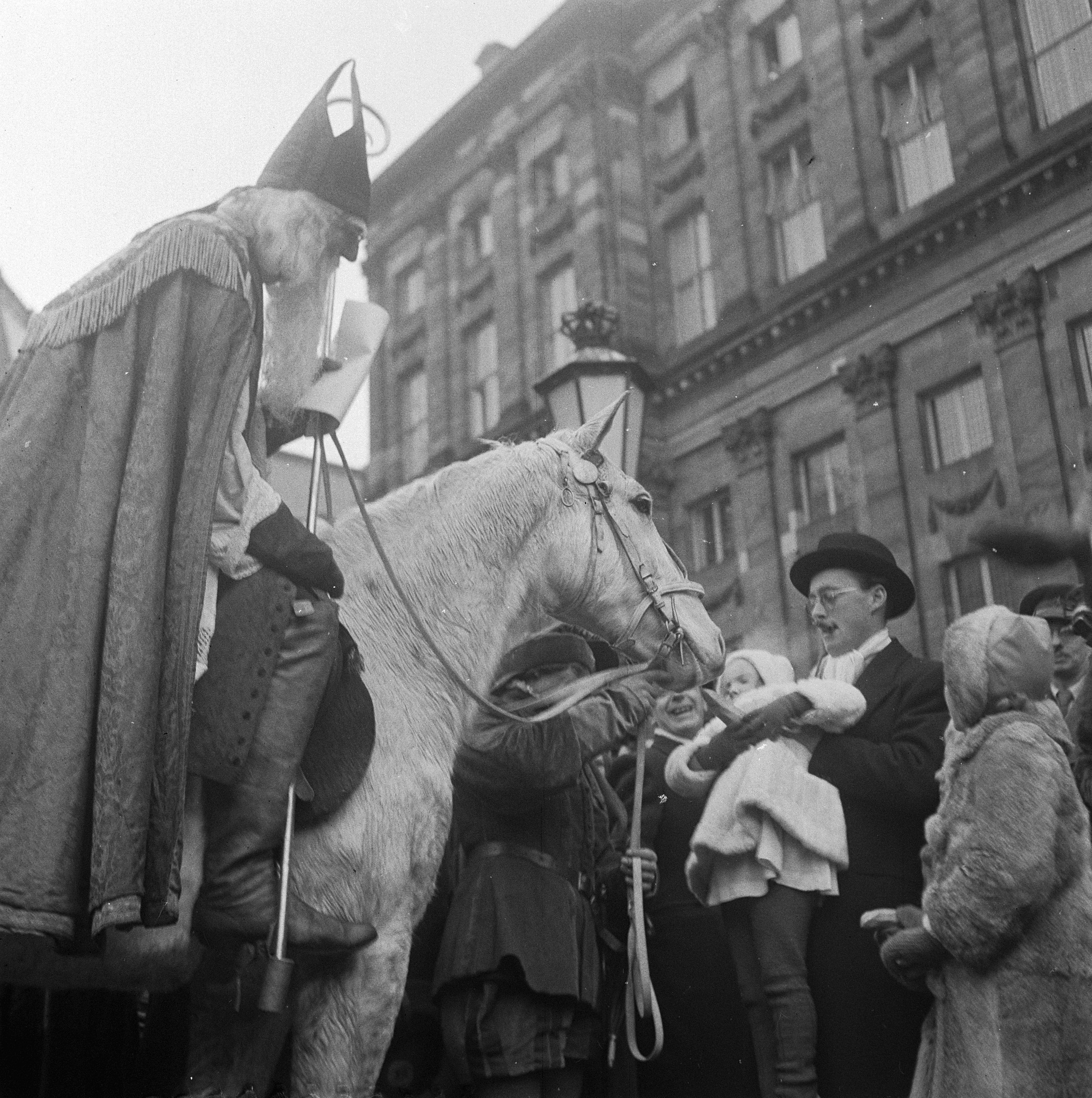
Prinses Margriet geeft het paard een wortel bij de intocht in Amsterdam in 1947.

Het Paard van Sinterklaas is het paard waarop Sinterklaas gedurende het Sinterklaasfeest de daken berijdt en waarop hij tijdens de jaarlijkse Sinterklaasintochten in Nederland en Vlaanderen wordt verwelkomd. Het paard is volgens de traditie een schimmel, waarvan de lichte vacht tegen de rode mantel van zijn berijder afsteekt.
De oudste vermelding van het klaarzetten van hooi voor het paard dateert uit 1726, van haver en stro is al een halve eeuw eerder sprake.
In het boek Sint Nikolaas en zijn knecht uit 1850 komt Sinterklaas aan per stoomboot met hierbij zijn paard aan dek: "Hoe huppelt zijn paardje het dek op en neer". In de praktijk staat het paard echter vaak klaar op de kade. Als reden wordt aangevoerd dat paarden niet goed tegen de golven kunnen en daarom in het gastland blijven.

## Vertolkingen

### Nederland
In de jaren vijftig luisterde het paard in Nederland naar de naam Bianca of Majestueuzo. In de jaren zeventig werd het paard op televisie Sasmona genoemd. 

#### Amerigo
Vanaf 1990 werd het paard Amerigo genoemd, naar het politiepaard dat van 1990 tot en met 2010 werd ingezet tijdens de intochten van de publieke omroep. Na pensionering van Amerigo in 2011, werden ook de opvolgers (Okki en Mentor) aangesproken met Amerigo.
Het oorspronkelijke paard "Amerigo" werd geboren in 1982, als zoon van de hengst Orthos. Als jong dressuurpaard werd het in de jaren tachtig gekocht door de Dienst Levende Have Politie als commandantspaard voor onder andere ceremonies zoals Prinsjesdag. Op aanraden van de politiedienst maakte hij zijn debuut op de landelijke intocht in Elburg in 1990. Amerigo kreeg een opleiding tot politiepaard onder leiding van Pieter Wiersinga. Hij was vernoemd naar de historische ontdekkingsreiziger Amerigo Vespucci. Bij het 'pensioen' van Bram van der Vlugt brak ook het pensioen van Amerigo aan. Amerigo verbleef in Vaassen bij Herm Hullegie, een van de vaste paardenpieten van Amerigo, naast Wiersinga en Rinus Jeremiasse.
In 2019 werd de pensionering van Amerigo verwerkt in een verhaallijn van het Sinterklaasjournaal en werd de schimmel vervangen door Ozosnel.

#### Ozosnel
Het nieuwe paard kreeg de naam Ozosnel. In het Sinterklaasjournaal speelde een bijzondere verhaallijn over de kleur van Ozosnel. Het paard werd in het programma gepresenteerd als zwart, maar om het wit te laten lijken, schilderde Paardenpiet het paard wit. Deze verf bleek echter niet waterbestendig, wat leidde tot een subplot waarin werd gesteld dat Ozosnel koudwatervrees heeft. Dit werd tevens gebruikt om te verklaren waarom Sinterklaas dat jaar niet per boot arriveerde, maar per stoomtrein. Uiteindelijk maakte Sinterklaas het paard in het verhaal zelf wit, nu met zijn eigen baardenwit, dat wel watervast is. Deze verhaallijn wordt door sommigen gezien als een verwijzing naar het maatschappelijke debat over de kleur van Zwarte Piet.
De naam Ozosnel is gebaseerd op een regel uit het bekende Sinterklaaslied Hoor de wind waait door de bomen. Hierin komt de volgende tekst voor: 'Ja, hij rijdt in donk're nachten, Op zijn paardje, o zo snel.'

#### Andere paarden
Naast Amerigo werd voor betalende klussen het paard Choice ingezet. Dit paard is in 2010 op 25-jarige leeftijd overleden.
Het paard Okki nam van 2011 tot en met 2016 de rol van Amerigo over tijdens de landelijke intocht. Ook het paard Mentor werd enige tijd ingezet om door te gaan voor Amerigo. Dit paard overleed in 2021 op 27-jarige leeftijd.

### Vlaanderen
In Vlaanderen heet het paard van Sinterklaas in televisie en film Slecht-Weer-Vandaag. De naam werd bedacht door scenarioschrijver Hugo Matthysen en voor het eerst geïntroduceerd in 1992 tijdens de eerste aflevering van het programma Dag Sinterklaas. Toen Sinterklaas aan Piet vroeg hoe ze zijn schimmel zouden gaan noemen, had Piet de vraag niet goed verstaan en antwoordde hij: "Slecht weer vandaag, Sinterklaas". De naam blijft men tot heden gebruiken en duikt op in het televisieprogramma Sinteressante dingen uit 2009-2010, de film Ay Ramon! en tijdens de jaarlijkse intrede van de Sint. Vanaf 2003 wordt hij verzorgd door Ramon Iglesias, gespeeld door Pieter Embrechts.

### Reeds door Sinterklaas bereden schimmels
Jan Gajentaan
- Majestuoso (1950-1955)
- Bionda Majestuoso (1956-1958)
- Bianca (1959-1963)
- Petra (1964)

Adrie van Oorschot
- Sasmona (1965-1974) (voernaam voor steeds een andere schimmel)
- Schimmel (1975-1985) (voernaam voor Nico, een politiepaard uit Boxtel)

Bram van der Vlugt
- Jasper (1986)
- Juan (1987-1989)
- Amerigo (1990-2010) (politiepaard, eigendom van Pieter Wiersinga)[11]

Stefan de Walle
- Amerigo (2011-2018) (voernaam voor Okki 2011-2016 en Mentor 2017-2018)
- Ozosnel (2019-heden)

Rond de Sinterklaastijd is er een tekort aan geschikte schimmels omdat de meeste schimmels tegenwoordig 'heter' worden gefokt en niet als werkpaarden die een rustiger karakter hebben.

## Bewerkingen

### Films
In 2005 werd de jeugdfilm Het paard van Sinterklaas uitgebracht onder regie van Mischa Kamp. In 2007 kwam hierop het vervolg Waar is het paard van Sinterklaas?.

### Liedjes

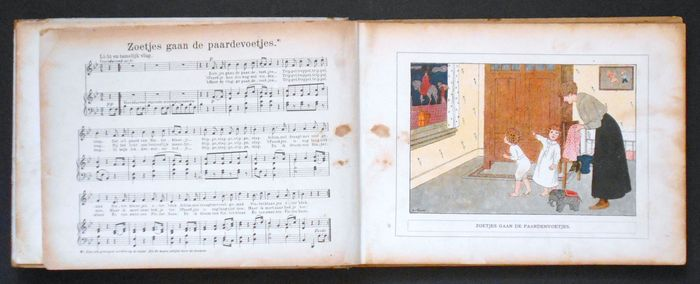
Zachtjes (Zoetjes) gaan de paardevoetjes in Van Sinterklaas en Pieterbaas, 1911

De Amsterdamse onderwijzer Simon Abramsz publiceerde in 1911 het liedje Zoetjes gaan de paardevoetjes dat verhaalt over het paard van Sinterklaas.

## Trivia
- In juli 2019 overleed schimmel Quadis op 30-jarige leeftijd. Hoewel vele media[14][15][16] vermeldden dat het hier ging om het paard van Sinterklaas gebruikt tijdens de landelijke intocht, is dit niet het geval. Quadis was wel het paard van menig hulpsinterklaas maar is nooit gebruikt in de landelijke intocht.[17]

- In juli 2025 overleed Number Seven, beter bekend als paard Amerigo 2.0 op 30-jarige leeftijd. Sinterklaas gebruikte het paard tussen 2014 en 2020.[18]